# Акулова Варвара Юріївна
Варвара Юріївна Акулова (нар. 11 січня 1992 року) — українська спортсменка, кількаразова чемпіонка України з паверліфтингу, двічі рекордсменка Книги рекордів Гіннеса. Майстер спорту з важкої атлетики, кандидат в майстри спорту з пауерліфтингу.
Народилась в сім'ї циркового артиста Юрія Акулова та вчительки Лариси Акулової. Родина проживала у м. Кривий Ріг. Батьки з дитинства призвичаїли дочку до тренувань.
У 14 років Варя Акулова виконала норматив майстра спорту з важкої атлетики. У 8 років її ім'я було вперше занесено до Книги рекордів Гіннеса, в 14 р. — вдруге.
Магістр з біомеханіки спорту. Тренер з фітнесу (2017 р.).

## Освіта
Середня школа (золота медаль), Національний університет фізичного виховання і спорту України (диплом з відзнакою), аспірантура.